# Jakob Friedrich von Abel

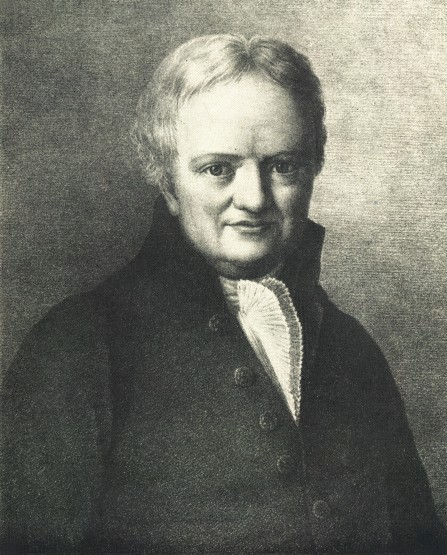
Johann Wölffle – Jakob Friedrich von Abel, zeitgenössische Lithografie

Jakob Friedrich von Abel, auch Jacob Friedrich von Abel, (* 9. Mai 1751 in Vaihingen an der Enz; † 7. Juli 1829 in Schorndorf) war ein deutscher Philosoph. Er ist vor allem wegen seines Einflusses auf den jungen Friedrich Schiller bekannt.

## Leben

### Jugend und Studien
Jakob Friedrich von Abel war Sohn des Oberamtmannes Konrad Ludwig Abel und von Eva Regina, einer Tochter des Oberamtmannes Jakob Gottlieb Bojons, des Amtsvorgängers ihres Ehemannes. Jakob Friedrich Abel stammte also aus einer angesehenen württembergischen Beamtenfamilie.
Nachdem Abel in Vaihingen die Lateinschule besucht hatte, legte er das Landexamen ab und trat 1764, mit noch nicht 14 Jahren, in die evangelische Klosterschule in Denkendorf ein; 1766 wechselte er zusammen mit seinen Schulkameraden („Kompromotionalen“) in die evangelische Klosterschule Maulbronn. 1768 bestand er die Abschlussprüfung als Drittbester seines Jahrgangs und bezog anschließend das Tübinger Stift. Er studierte Theologie, Philologie und Philosophie mit dem Ziel Pfarrer zu werden.

### Lehrer Schillers

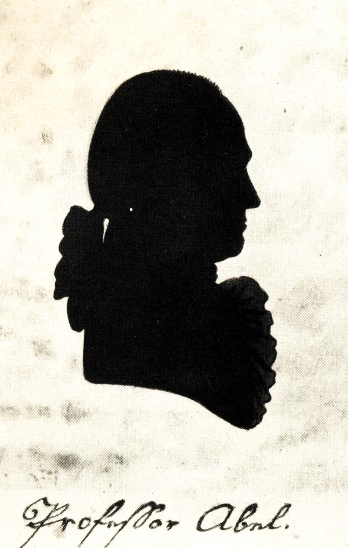
Jakob Friedrich von Abel – zeitgenössischer getuschter Schattenriss

Der württembergische Landesherr Carl Eugen hatte 1770 auf der Solitude eine militärische Pflanzschule gegründet und suchte 1772 in Tübingen persönlich nach Professoren für seine Neugründung. Als man ihm sagte, Abel stehe nicht auf der Kandidatenliste, weil er zu klein gewachsen sei, erklärte der Herzog, er messe die Tauglichkeit seiner Professoren nicht mit der Elle und bestand auf Abels Kandidatur. So wurde Abel 1772, mit 21 Jahren, Professor für Philosophie. 1786 wurde Abel Prorektor – Rektor war der Herzog selbst – der 1775 nach Stuttgart verlegten und – erst nach Schillers Studienzeit! – 1781 in Hohe Karlsschule umbenannten Anstalt. Er war ein sehr beliebter Lehrer, weil er im Sinne der Mäeutik lehrte: Der Aufklärer verwickelte seine Schüler in Streitfragen, um durch eigenes Denken und Entscheiden Freiheit und Selbstbestimmung zu fördern.
Abel war der prägendste Lehrer des nur acht Jahre jüngeren Friedrich Schiller, mit dem ihn eine lebenslange Freundschaft verband. Er machte seinen Schüler als erster auf die Werke William Shakespeares aufmerksam und auf die Bedeutung von Genie und Leidenschaft:
Ohne Leidenschaft ist nie etwas Großes, nie etwas Ruhmvolles geschehen, nie ein großer Gedanke gedacht oder eine Handlung der Menschheit würdig vollbracht worden. […] Aber das Genie! Ungezählte Empfindungen wallen durch seine Seele, Gedanken strömen auf Gedanken.
Darüber hinaus betonte Abel gegenüber seinem Schüler die Bedeutung der Willensfreiheit für den Menschen:
diese Fähigkeit macht ihn der Tugend und des Lasters […] fähig, und setzt also Glück und Unglück in seine eigene Gewalt.
Abels Ideal von der Freiheit und Selbstbestimmung des Menschen beeindruckte Schiller tief, ebenso Abels Überzeugung, dass Tugend nicht darin besteht, dass jemand „im Gleise bleibt“, sondern in der fortschreitende Entwicklung aller Kräfte des Menschen zur Vollkommenheit.
Abel, der sich anders als die meisten aufgeklärten Zeitgenossen für eine breit gefächerte Mädchen- und Frauenbildung einsetzte, wechselte 1790 als ordentlicher Professor für Logik, Metaphysik, Rhetorik und Poetik an die Universität Tübingen. 1793 wurde er überdies Leiter der württembergischen Gymnasien und Schulen und versuchte vergebens, den inzwischen in Weimar lebenden Schiller als Professor nach Tübingen zu holen.

### Mitglied und zeitweilig Superior der Stuttgarter Illuminaten; dazu Bruder eines Freimaurers
Unter dem Namen Pythagoras Abderitis war Abel Mitglied des von dem Ingolstadter Professor Johann Adam Weishaupt 1776 gegründeten Illuminatenordens. Vom Herbst 1784 bis zur Aufhebung der Stuttgarter Illuminatengruppe im Jahre 1787 war er deren „Oberer“ („Superior“). Mitglied der zunächst selbständigen Gruppe wohl schon seit 1781 und Abels Vorvorgänger als „Oberer“ der Stuttgarter Illuminaten war spätestens seit 1783 bis zum Ende seiner Stuttgarter Amtszeit am 31. März 1784 der Stuttgarter Adelige Regierungsrat und Tübinger Hofgerichts-Assessor Eberhard Christoph Ritter und Edler von Oetinger (1743–1805) gewesen. Da dieser Neffe des Prälaten Friedrich Christoph Oetinger am 3. März 1784 zum Reichskammergerichts-Assessor (urteilenden Richter) in Wetzlar ernannt wurde und dieses Amt bis zu seinem Tod am 21. April 1805 bekleidete, wurde nun nach Abels eigenem Bericht dessen Vorgänger als „Oberer“ (vom Frühjahr bis Herbst 1784) Professor Friedrich August Clemens Werthes (1748–1817), der am 13. Oktober 1784 zum Professor der Schönen Wissenschaften in Pest ernannt wurde. Jakob Friedrich Abels Bruder Ludwig Heinrich Abel (1752–1818), Kanzleiadvokat in Vaihingen an der Enz und nachmals (1809–1818) Oberamtmann in Münsingen (Württemberg), gehörte der von 1774 bis 1784 bestehenden Freimaurerloge Zu den drei Zedern in Stuttgart an.

### Kirchliche Ämter

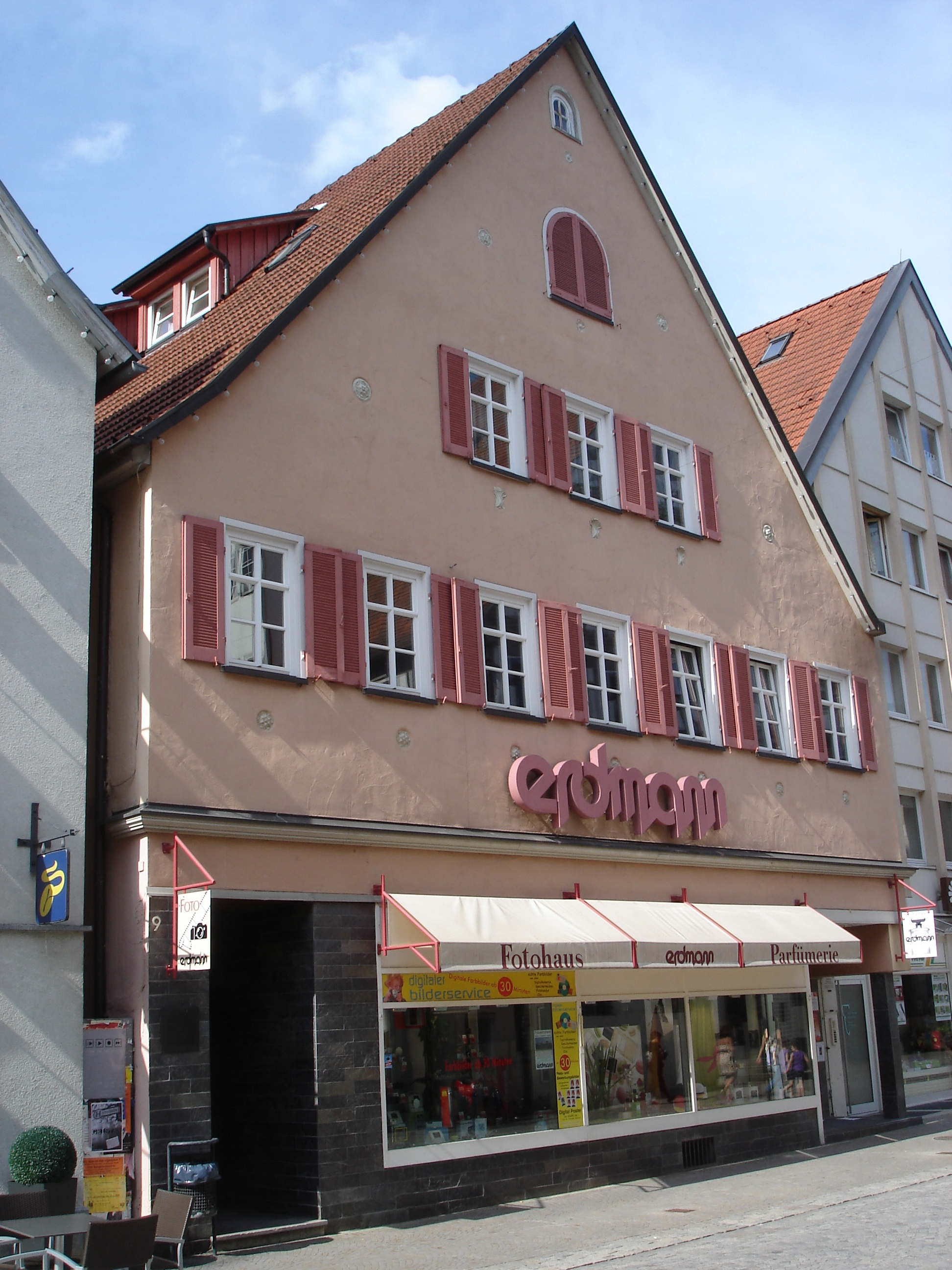
Abels Sterbehaus in Schorndorf

1811 gab Abel seine Universitätstätigkeit auf und übernahm kirchliche Ämter: Er wurde Vorsteher des Seminars Schöntal und Prälat und Superintendent von Öhringen. 1812 wurde ihm das Ritterkreuz des Königlich Württembergischen Zivilverdienstordens verliehen, mit dem der persönliche Adel verbunden war. Seit 1815 war er Mitglied in der württembergischen Kammer der Abgeordneten. 1823, im Alter von 72 Jahren, wurde er Generalsuperintendent von Urach, noch 1823, nach der Änderung der Ämterstruktur, Generalsuperintendent von Reutlingen, jeweils mit Wohnsitz in Stuttgart.
Abel starb 78-jährig, bis zuletzt tätig, auf einer Reise im Haus einer seiner Töchter in Schorndorf. In seiner Geburtsstadt ist nach ihm nicht nur das ältere der beiden Gymnasien, sondern auch eine Straße benannt. Eines der Bildfenster im Rathaussaal zeigt den Philosophen.

## Werk

### Philosophie
Als Philosoph versuchte sich Abel an einem Ausgleich zwischen den Ideen der Aufklärung und der Erfahrungsseelenkunde. Der Grundgedanke der Erfahrungsseelenkunde, dass alle Kräfte der Seele und alle Ideen und Arten von Ideen vom Körper abhängen, prägte seine Schrift Über die Quellen der menschlichen Vorstellungen, die zentrale Aspekte seines Hauptwerkes Einleitung in die Seelenlehre weiterführte; in dieser und seinen Folgeschriften bemühte sich Abel den Beweis für die Einfachheit der Seele und ihre Unsterblichkeit zu führen.

## Zitat
Schiller an Abel, 3. April 1795:
Daß ich Ihre und Ihrer Freunde liebevolle Bemühungen für mich mit dem dankbarsten Herzen verehre und ewig verehren werde, darf ich Ihnen nicht erst versichern. Nehmen Sie noch einmal meinen innigen Dank dafür an.

## Trivia
In seiner Geburtsstadt Vaihingen an der Enz wurde das dortige Gymnasium nach ihm benannt.

## Werke

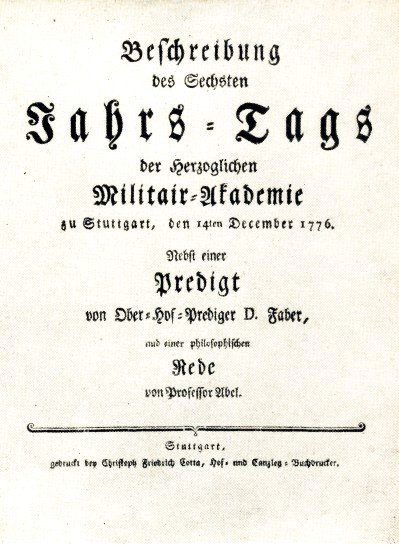
Jakob Friedrich von Abel – Rede über das Genie. Titelblatt des gedruckten Berichts (1776)

- Rede über das Genie. Werden grosse Geister geboren oder erzogen und welches sind die Merkmale derselbigen? Rede in der Herzoglichen Militär-Akademie, Stuttgart 1776
- Beyträge zur Geschichte der Liebe aus einer Sammlung von Briefen. Roman. 1778
- Sammlung und Erklärung merkwürdiger Erscheinungen aus dem menschlichen Leben. 3 Bände. Stuttgart 1784–90
- Einleitung in die Seelenlehre. Stuttgart 1786
- Über die Quellen der menschlichen Vorstellungen. Mezler, Stuttgart, 1786
- Plan einer systematischen Metaphysik. Stuttgart 1787
- Versuch über die Natur der speculative Vernunft, zur Prüfung des Kantischen Systems. Frankfurt a. M. / Leipzig 1787
- Erläuterungen wichtiger Gegenstände aus der philosophischen und christlichen Moral, besonders der Ästhetik durch Beobachtungen aus der Seelenlehre. Heerbrandt, Tübingen 1790
- Philosophische Untersuchung über die Verbindung der Menschen mit Höhern Geistern. Stuttgart 1791
- Ausführliche Darstellung über die Beweise vom Dasein Gottes. Heilbronn 1817
- Versuch über die Seelenstärke. Heerbrandt, Tübingen 1804
- Philosophische Untersuchungen über die letzten Gründe des Glaubens an Gott. 2. Auflage, Stuttgart 1820
- Ausführliche Darstellung des Grundes unsers Glaubens an Unsterblichkeit. Frankfurt a. M. 1826